# Quantum Leap (televisieserie uit 1989)
Quantum Leap (Nederlands:  Quantumsprong) is een Amerikaanse televisieserie van Donald Bellisario, die op de Amerikaanse televisie van 1989 tot 1993 vijf seizoenen lang werd uitgezonden. Enkele seizoenen waren later ook te zien op de Nederlandse televisie.

## Verhaal
De serie handelt over een wetenschapper, dr. Samuel (Sam) Beckett (Scott Bakula), die door een mislukt experiment met een tijdmachine in het lichaam van een persoon uit het verleden 'springt'. De sprongen blijken willekeurig; wel moet dokter Beckett er iedere sprong voor zorgen dat de persoon een bepaald probleem in zijn leven oplost, waardoor grotere problemen in de toekomst worden voorkomen. Hij wordt hierin bijgestaan door collega en vriend Albert (Al) Calavicci (Dean Stockwell) die als een hologram aan hem verschijnt, Al kan alleen gezien worden door Sam, dieren, mensen met een geestelijke beperking en kinderen onder de 5 jaar. Al heeft de beschikking over de handcomputer Ziggy, die op basis van waarschijnlijkheidsberekeningen uitspraken doet over het doel van de sprong. Op het moment dat Beckett het leven van zijn tijdelijke gastheer of -vrouw weer op de juiste koers heeft gebracht, verlaat hij het lichaam van deze persoon en 'springt' hij naar een volgend lichaam in een andere tijd.

## Achtergronden
De serie is geplaatst in de 'nabije toekomst' (ongeveer 1999). Er wordt geen technische verklaring gegeven voor de 'quantum leaps' of de mogelijkheid om als hologram in het verleden te verschijnen. Wel wordt herhaaldelijk gesuggereerd dat Sam Beckett een instrument van God is geworden, erop uitgestuurd om te corrigeren wat ooit fout is gegaan. In het vijfde seizoen blijkt er een duivelachtige evenknie actief, Alia, die er juist op is uitgestuurd om goede dingen te verstoren. In de laatste aflevering krijgt Sam de kans terug te keren naar zijn eigen leven. In een eerdere aflevering springt hij in het lichaam van zijn jongere ik, kort voordat zijn oudere broer als soldaat vertrekt naar de Vietnamoorlog.

## Historische referenties
Sam Beckett verschijnt twee keer in het lichaam van een historisch bekend persoon. In de eerste twee afleveringen van het vijfde seizoen is hij Lee Harvey Oswald, de moordenaar van president John F. Kennedy. In aflevering 21 van hetzelfde seizoen is hij Elvis Presley. Verschillende keren wordt gerefereerd aan historische gebeurtenissen en personen. Zo inspireert Sam Buddy Holly om het nummer Peggy Sue te schrijven en voert hij de heimlichmanoeuvre uit op een dr. Heimlich. In de episode "Kamikazi Kid" inspireert hij Michael Jackson tot de "Moonwalk". Onder meer acteur Woody Allen, schrijver Jack Kerouac, de latere miljardair Donald Trump en actrice Marilyn Monroe worden in de serie opgevoerd als personages. Dr. Ruth en Chubby Checker verschijnen als zichzelf.

## Cast
De belangrijkste rollen worden gespeeld door Scott Bakula (Dr. Sam Beckett) en Dean Stockwell (Al Calavicci). Zij verschijnen in alle afleveringen van de serie. Co-producente van de serie Deborah Pratt geeft in 38 afleveringen een stem aan de computer Ziggy. Kleinere terugkerende rollen zijn er voor onder meer Dennis Wolfberg, W.K. Stratton, Carolyn Seymour en Meg Foster.
Een groot aantal bekende acteurs is te zien in eenmalige gastrollen, onder meer Jennifer Aniston, Jason Priestley, Debbie Allen, Bob Saget, Brooke Shields, Teri Hatcher, Joseph Gordon-Levitt, Marcia Cross en Patricia Richardson. Bruce McGill verschijnt in zowel de eerste als de laatste aflevering van de serie.

## Opbouw van de afleveringen
De instrumentale muziek van de serie werd gecomponeerd door Mike Post die onder andere ook de titelmuziek voor The A-Team heeft gemaakt.
Deze titelmuziek is gebruikt gedurende de hele serie maar heeft een afwijkende compositie voor seizoen 5. 
De pilotaflevering is zoals gebruikelijk was in Amerika in die tijd een televisiefilm van circa 90 minuten, deze heeft niet de intro van de daarna geproduceerde afleveringen. Voor latere herhalingen is deze opgedeeld in twee afleveringen waarbij de reguliere intro wel is toegepast.
De meeste afleveringen beginnen met een inleidende voice-over die een korte uitleg geeft waar de serie om draait begeleidt door korte beeldfragmenten uit diverse afleveringen. 
Voor het eerste seizoen is de inleidende tekst ingesproken door Scott Bakula. Deze was te zien tot en met aflevering 1x08: "Camikazi Kid"
Introtekst seizoen 1:
It all started when a time travel experiment I was conducting went...a little ca-ca. In the blink of a cosmic clock I went from quantum physicist, to air force test pilot, which could have been fun....if I knew how to fly. Fortunately I had help, an observer from the project named Al. Unfortunately Al is a hologram so all he can lend is moral support. Anyway here I am, bouncing around in time putting things right that once went wrong. A sort of time traveling lone ranger with Al as my tonto. And, I don't even need a mask......Oh Boy.
Hierna volgt direct de intro met de namen van hoofdrolspelers Scott Bakula en Dean Stockwell en aan het eind Donald P. Bellisario de bedenker van de serie.
De afleveringen 1x09 "Play it Again Seymour" tot en met 2x12: "Animal Frat" hebben geen inleiding maar beginnen met een zogenaamde cold open.
De introtekst veranderde halverwege seizoen 2. Hier bestaat een lange en een korte versie van. De lange versie verscheen voor het eerst aan het begin van de aflevering 2x13: "Another Mother"
en is ingesproken door acteur Lance LeGault. Hij speelde in aflevering 1x05 "How the Tess was Won" een gastrol. Voor fans van The A-Team is hij beter bekend als Colonel Decker.
Voor de resterende afleveringen van seizoen 2 is de lange versie met de stem van Deborah Pratt te horen.
Introtekst seizoen 2:
Theorizing that one can time travel within his own lifetime Doctor Sam Beckett led an elite group of scientists into the desert to develop a top secret project known as Quantum Leap. Pressured to proof his theories or loose funding doctor Beckett prematurely steps into the project accelerator and vanished. He awoke to find himself in past, suffering from partial amnesia and facing a mirror image that was not his own. Fortunately contact with his own time was maintained through brainwave transmissions with Al, the project observer, who appears in the form of a hologram that only Sam can see and hear. Trapped in the past doctor Beckett finds himself leaping from life to life, putting things right that once went wrong and hoping each time that his next leap, will be the leap home.
Vanaf seizoen 3 is de kortere aangepaste versie gebruikt, eveneens ingesproken door Deborah Pratt.
Introtekst seizoen 3 t/m 5:
Theorizing one can time travel within his own lifetime Dr. Sam Beckett steps into the quantum leap accelerator an vanished. He woke up to find himself trapped in past and facing mirror images, that were not his own. And driven by an unknown force to change history for the better. His only guide on his journey is Al, an observer from his own time, who appears in the form of a hologram that only Sam can see and hear. And so Doctor Beckett leaps from life to life, striving to set things right that once went wrong and hoping each time that his next leap, will be the leap home.
De inleiding vloeit met de quantumsprong van Sam Beckett over in de openingsscène die aansluit op het einde van de voorgaande aflevering met na enkele minuten de intro.
In het eerste seizoen begint, na de intro, de aflevering met een korte overpeinzing van Sam Beckett in voice-over vorm over zijn avonturen tot dusver. Een soort van flashback ondersteund met beelden van de voorgaande aflevering(en). Deze eindigt met de quantumsprongscène naar Sam zijn volgende persoon, waarmee de voorgaande aflevering afsloot. Daarna begint het nieuwe avontuur. Bij iedere aflevering komt de titel van de betreffende aflevering in beeld met er onder of erna de datum waarop het verhaal zich afspeelt.
In het tweede seizoen zit de quantumsprong voor de intro gevolgd door een cold open. Vanaf de tweede helft van het tweede seizoen wordt deze flashback min of meer losgelaten. Hier komt dan de inleiding ingesproken door Deborah Pratt voor in de plaats.
De verhalen van de meeste afleveringen staan in principe op zichzelf maar sluiten wel op elkaar aan. Aan het einde wanneer Sam Beckett zijn opdracht vervuld heeft volgt de quantumsprong naar een volgende persoon in een bepaald punt in de geschiedenis waar de volgende aflevering dan mee verder gaat. Bij veel afleveringen gebruikt Sam Beckett, vol spanning waar hij nu weer in terecht gaat komen, zijn oneliner "Oh boy".

### Continuïteit
Er zijn een aantal afleveringen waarbij de laatste scène niet aansluit op het begin van de volgende aflevering of waar de aflevering een wat afwijkende wending heeft.
1x09 "Play it Again Seymour"
Deze laatste aflevering van seizoen 1 eindigt met een quantumsprong waarbij Sam in het lichaam van een vrouw terechtkomt die in bad ligt. Dit wordt pas vervolgd in de aflevering 2x04 "What Price Gloria?".
De eerste aflevering van seizoen 2 behandelt namelijk een ander probleem, de geldkraan voor het Quantum Leap project dreigt dichtgedraaid te worden en Al moet dit zien te voorkomen.
1x06 "Double Identity"
Deze aflevering eindigt met de quantumsprong van Sam naar een café ergens in Alabama, waar hij zichzelf als zwarte man in de spiegel ziet. Dit was de teaser voor aflevering 1x07 "The Color of Truth" die hiermee verder gaat.
Deze scène is echter ook gebruikt als afsluiting van de afleveringen 2x03 "The Americanization of Machiko" (reden, zie aflevering 1x09) en 2x14 "All-Americans" die hierdoor niet direct aansluiten op de volgende aflevering."
2x11 "A Portrait for Troian"
Hier is aan het eind de sprong te zien uit 1x07 die de inleiding was voor 1x08 "Camikazi Kid"
2x16 "Freedom"
Deze aflevering eindigt met de quantumsprong uit 1x05 waar Sam terecht komt in bed vlak na de daad met een vrouw, die aansluit op de gebeurtenissen in aflevering 1x06 "Double Identity". 
2x20 "Maybe Baby"
Deze aflevering eindigt met de quantumsprong die Sam ook maakte aan het einde van de pilot. Hier komt hij terecht in de persoon van een pijprokende professor, de inleiding voor aflevering 1x03 "Star-Crossed".
2x22 "M.I.A.
Aan het eind is de quantumsprong vanuit het oogpunt van Al in plaats van Sam te zien.
3x09 "Rebel Without a Clue"
De aflevering eindigt met een eerdere quantumsprong van Sam naar iemand die aanbelt bij een voordeur. Dit sluit niet aan op de volgende aflevering "A Little Miracle"
3x10 "A Little Miracle"
Dit is een kerstaflevering en eindigt met de sprong naar de gebeurtenissen uit de aflevering 2x21 "Sea Bride"
3x11 "Runaway"
Aan het eind springt Sam weer naar de huisvrouw die in de keuken bezig is uit de aflevering 2x13 "Another Mother"
3x22 "Shock Theater"
Deze aflevering eindigt met een aparte quantumsprong die zowel Sam als Al op een eigenaardige manier beïnvloedt en sluit aan op de seizoensopener van seizoen 4.
4x01 "The Leap Back"
Deze aflevering speelt zich af voor de geboortedatum van Sam Beckett en heeft een afwijkend einde ten opzichte van andere afleveringen en geen quantumsprong naar de volgende aflevering.
5x01/02 "Lee Harvey Oswald"
Een tweedelige aflevering, die op DVD uitgebracht is als 90 minuten televisiefilm. Het verhaal eindigt met een quantumsprong, alleen als kijker krijgen we niet te zien waarheen.
5x06 "Star Light, Star Bright"
Deze aflevering eindigt met de quantumsprong terug naar de gebeurtenissen in aflevering 2x08 "Jimmy". De aflevering 5x07 "Deliver Us From Evil" is een vervolg hierop.
5x10 "Trilogy (Part 3)– The Last Door"
Deze aflevering start met een korte samenvatting van de vorige twee delen en begint niet met de door Deborah Pratt ingesproken inleiding.
5x11 "Promised Land"
Deze aflevering speelt zich af rond Kerst.
5x14 "Dr. Ruth"
Deze aflevering eindigt met een quantumsprong gezien vanuit het perspectief van de persoon die Sam verlaat en waar hij in terecht komt.
5x16 "Retrun of the Evil Leaper"
Deze aflevering is een vervolg op aflevering 5x07 "Deliver Us From Evil".
5x17 "Revenge of the Evil Leaper"
Vervolg op aflevering 5x16.
5x22 ""Mirror Image""
Deze aflevering begint direct met de quantumsprong van Sam in plaats van de inleiding en speelt zich af op de geboortedag van Sam Beckett.
Seizoen 5 heeft een aangepaste versie van de titelmuziek maar voor deze aflevering is de originele uitvoering gebruikt.
Dit is de slotaflevering van de serie maar tijdens de productie was dit nog niet zeker. De makers kregen de opdracht verschillende eindes op te nemen mocht
de serie een zesde seizoen zou krijgen. Uiteindelijk diende deze aflevering toch als seriefinale.
Beelden van een vermeend alternatief einde van de slotaflevering doken in 2019 op . Acteur Scott Bakula bevstigde dat deze beelden authentiek zijn .
Sam Beckett zijn herinneringen aan quantumsprongen
In enkele afleveringen wordt beweerd dat Sam geen herinneringen bewaart aan zijn sprongen. Echter zijn er vele momenten gedurende de serie waarin duidelijk is dat Sam zich wel degelijk dingen herinnert van eerdere avonturen. Een voorbeeld hiervan is de aflevering "Shock Theater" waar door elektrisch schokken de quantumsprongen worden verstoord en Sam zichzelf bijna verliest door herinneringen aan eerdere sprongen. Ook in de laatste aflevering passeren eerdere sprongen de revue.